# Spinola-getijdenboek

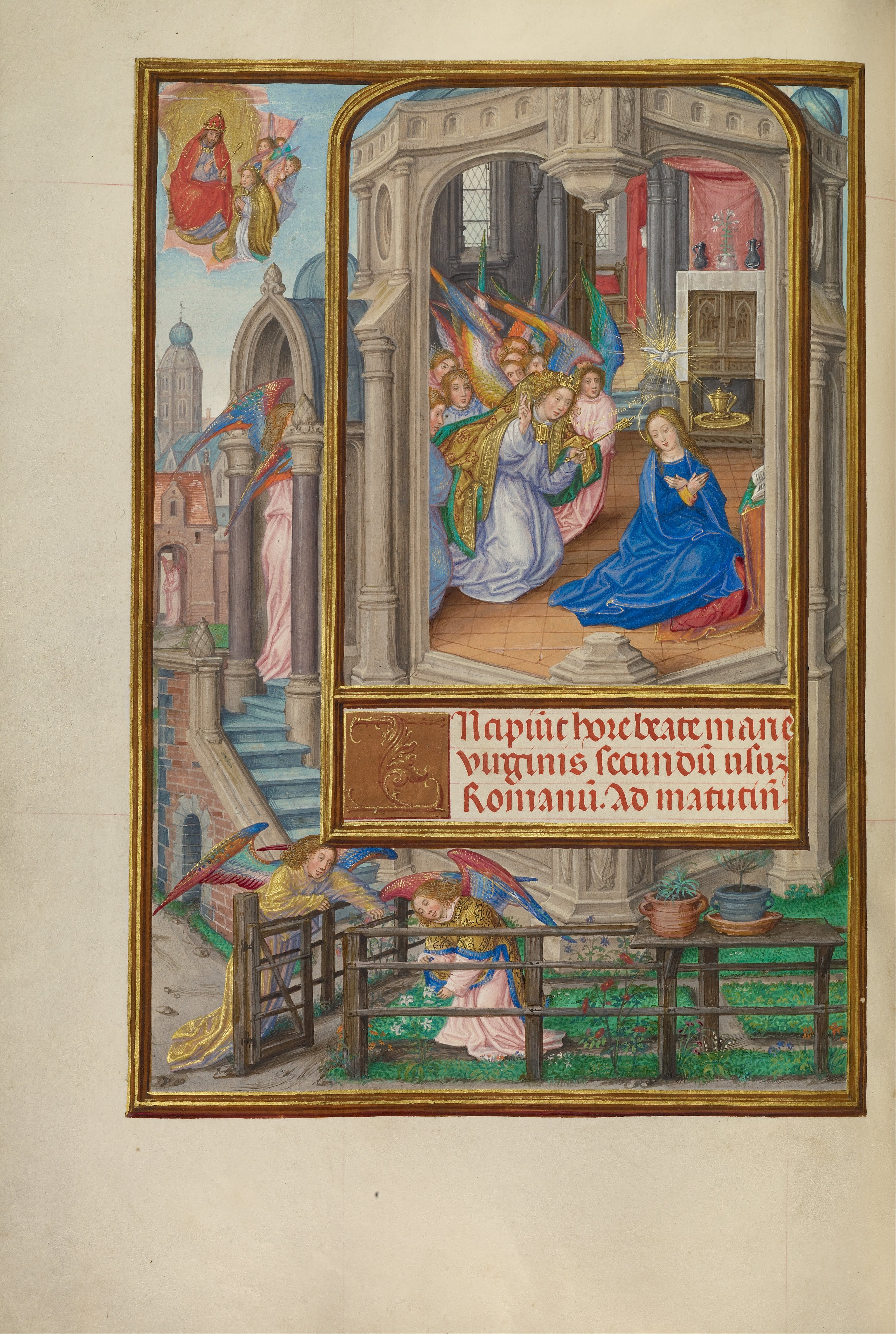
f92v: Gerard Horenbout, De annunciatie.

Het Spinola-getijdenboek is een verlucht getijdenboek volgens het liturgisch gebruik van Rome, dat gemaakt werd in Vlaanderen tussen 1510 en 1520. De verluchting is het resultaat van de samenwerking van een groep van miniaturisten met onder meer Gerard Horenbout, het atelier van Alexander Bening, de Meester van het gebedenboek van Dresden, de Meester van de Bijbel van Lübeck en de Meester van de gebedenboeken omstreeks 1500. Het is een bijzonder ambitieus werk wat de verluchting aangaat en innovatief wat betreft de plaatsing van de tekst in de miniaturen en de relatie tussen miniatuur en margeversiering. Het handschrift wordt bewaard in het J. Paul Getty Museum in Los Angeles met als signatuur Ms. Ludwig IX 18. 83 ML 114.

## Codicologische beschrijving
Het handschrift is samengesteld uit 312 perkamenten folia van 232 op 166 mm. De Latijnse tekst is geschreven in een gotische rotunda in een tekstblok van 109 bij 74 mm met 17 lijnen per blad.
Het handschrift bevat één volbladminiatuur, 70 miniaturen van drie kwart pagina groot, 12 bas de page miniaturen in de kalender, 12 tekeningen in de ondermarge bij de boetepsalmen en 63 gehistorieerde marges. Elke pagina die geen miniatuur bevat heeft gedecoreerde marges.
De binding in rood marokijn dateert uit de 18e eeuw en werd aangebracht in Genua. Ze draagt de wapens van de familie Spinola op voor- en achterzijde.

## Inhoud
Het Spinola-getijdenboek bevat de klassieke onderdelen zoals een kalender, uittreksels uit de evangelies, het Kleine Officie van Onze Lieve Vrouw, de boetepsalmen, de Litanie van alle Heiligen, het dodenofficie en de suffragia (gebeden tot de heiligen), maar daarnaast heeft het ook, vooraan in het boek, de weekgetijden (getijden en missen voor elke dag van de week). Voor meer details zie bij ‘miniaturen’.

## Opdrachtgever
Het handschrift bevat geen aanwijzingen die toelaten de opdrachtgever of bestemmeling te bepalen. In de miniatuur die de viering van het dodenofficie voorstelt op f185r zijn wapenschilden aangebracht met een gouden kruis op een blauw veld, maar een dergelijk wapen is onbekend. Gerard Horenbout was vanaf 1515 hofschilder bij Margaretha van Oostenrijk (1480-1530) en gezien een groot deel van de miniaturen van zijn hand is, en hij waarschijnlijk het werk coördineerde, werd de hypothese geformuleerd dat het handschrift besteld werd door Margaretha van Oostenrijk en in haar bezit was. Een ander argument dat wordt aangevoerd is dat het handschrift in het bezit was van de Spinola familie en dat de binding overeenkomt met die van de Très Riches Heures du duc de Berry dat volgens veel deskundigen ook tot de bibliotheek van Margaretha heeft behoord. Maar zoals hoger gezegd, dit blijft een hypothese.
Het handschrift bleef tot in 1976 in de verzameling van de familie Spinola in Genua en werd dan geveild bij Sotheby's in Londen en aangekocht door Irene en Peter Ludwig voor hun collectie van handschriften. De volledige Ludwig-collectie werd in 1983 verkocht aan het J. Paul Getty Museum.

## Datering
Ook wat de datering betreft zijn er weinig directe aanwijzingen te vinden in het handschrift zelf. De enige verwijzing is het gebed ter ere van Paus Leo X, paus van 1513 tot 1521, dat op f290v werd toegevoegd. Men zou dit kunnen interpreteren als een terminus post quem van 1513, het jaar dat Leo X paus werd. De Meester van het gebedenboek van Dresden begon zijn loopbaan in 1460 en het is weinig waarschijnlijk dat hij na 1520 nog actief was. Gerard Horenbout experimenteerde met de plaatsing van de tekst zoals hij ook deed in dit handschrift in het Breviarium Grimani, wat dit handschrift een ontstaansperiode tussen 1510 en 1520 zou opleveren. Het Spinola-getijdenboek behoort tot dezelfde iconografische groep van handschriften van de hand van Horenbout en Bening als het Rothschild-getijdenboek (1505-1510), het Getijdenboek van Johanna van Castilië (ca. 1500), het Breviarium-Grimani (1510-1520) en het Breviarium Mayer van den Bergh (ca. 1500).

## Verluchting
Dit manuscript is vrij uniek door de beeldopbouw die in de verluchting gebruikt werd. De manier waarop tekst en beeld geïntegreerd werden in een aantal miniaturen is opmerkelijk en de integratie tussen beeld en marge is nieuw. We danken deze experimenten voornamelijk aan Gerard Horenbout. In de weekgetijden, die volledig van de hand van Horenbout zijn, kan men zien dat op sommige miniaturen de tekst geschreven lijkt op een ander velletje perkament dat op de actuele bladzijde is bevestigd met twee spelden. Op f56v (de kruisiging) en f57r (Mozes en de bronzen slang) is de tekst zelfs een soort uithangbord geworden dat aan een scharnier aan de boord van de miniatuur hangt.
De margeversiering bij Horenbout bestaat niet langer uit strooibloemen in Gent-Brugse stijl, maar is een voortzetting van de scène in de miniatuur, waarbij dikwijls in de rand de buitenkant van het gebouw waarin de hoofdscène plaatsvindt, wordt voorgesteld. In buitenhuisscènes wordt het landschap rondom de hoofdscène verder uitgewerkt. Zo zien we in de miniatuur op f185r, de viering van het Officie van de doden in de hoofdminiatuur, en in de marge enerzijds een binnenzicht op de crypte van de kerk en anderzijds de buitenzijde van de kerk.

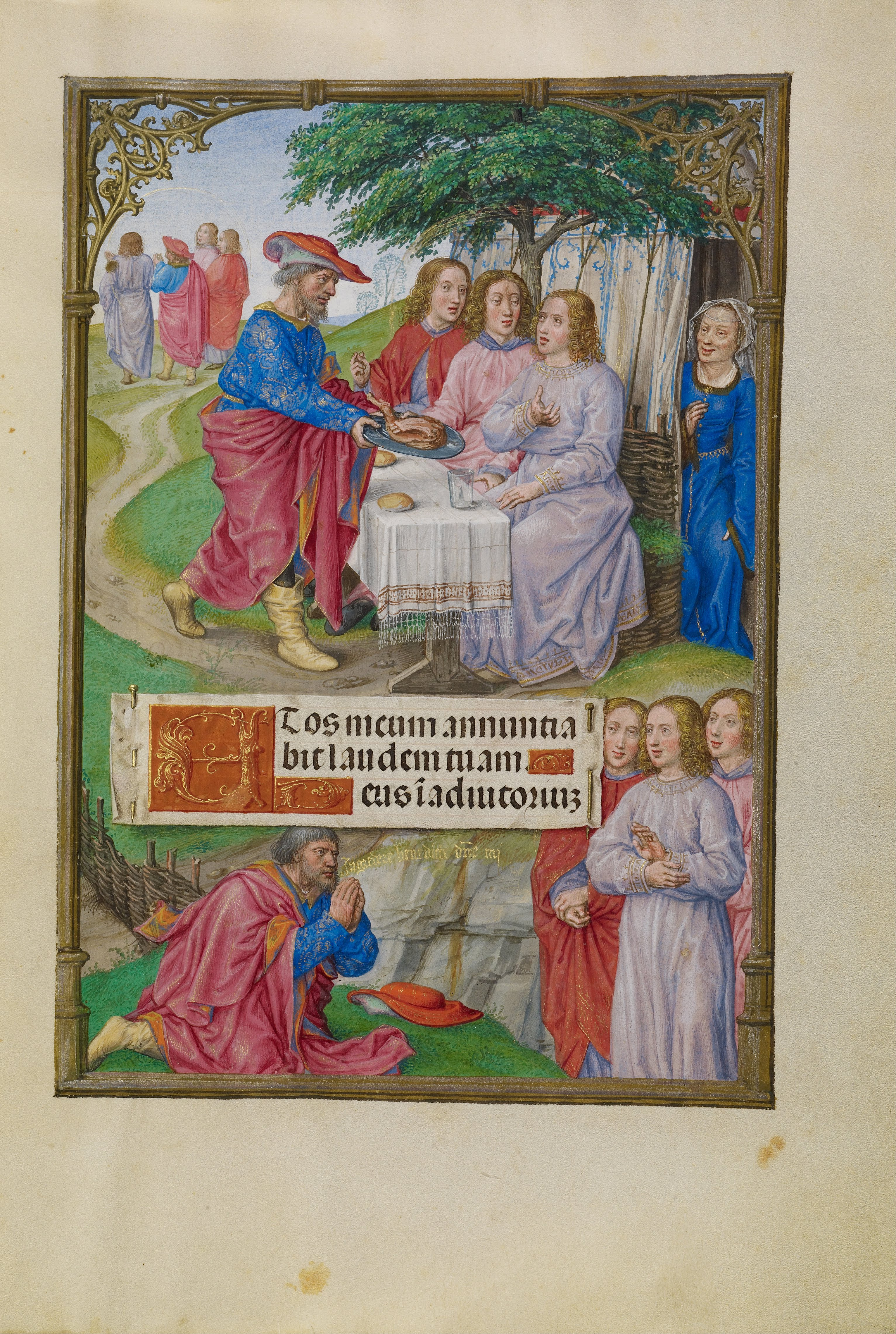
f11r: Gerard Horenbout, Abraham en de drie engelen
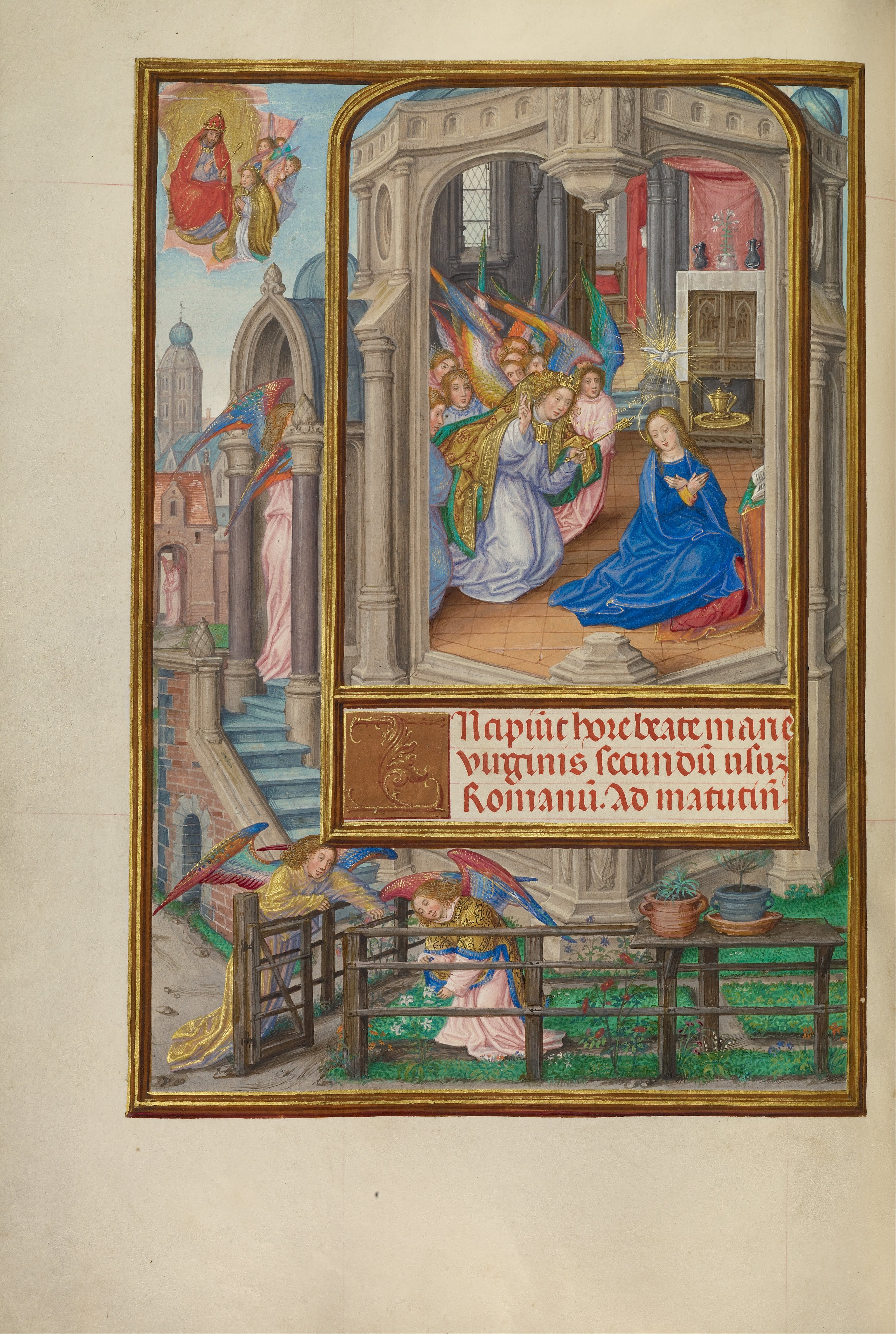
f92v: Gerard Horenbout, De annunciatie
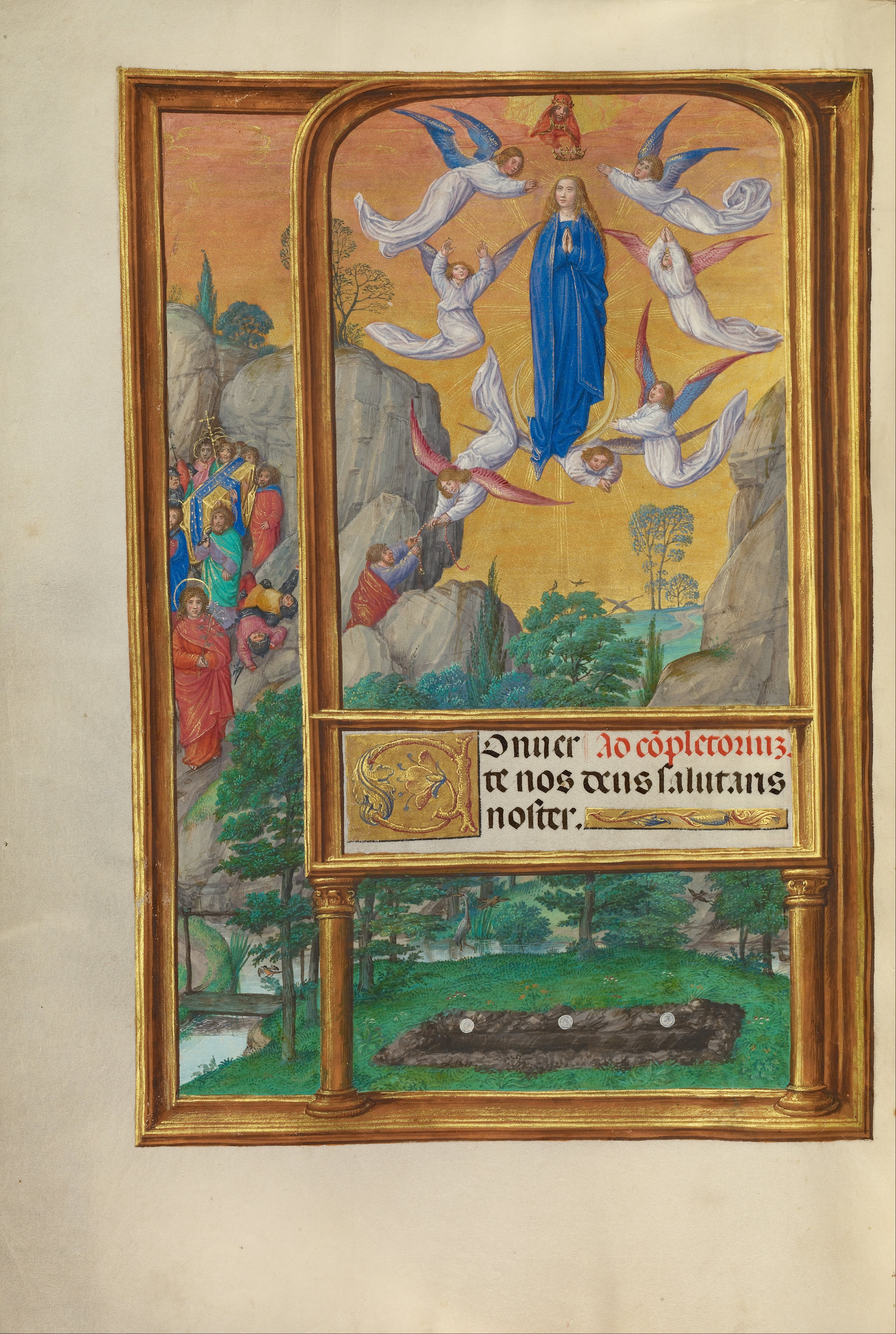
f148v: Gerard Horenbout, De hemelvaart van Maria
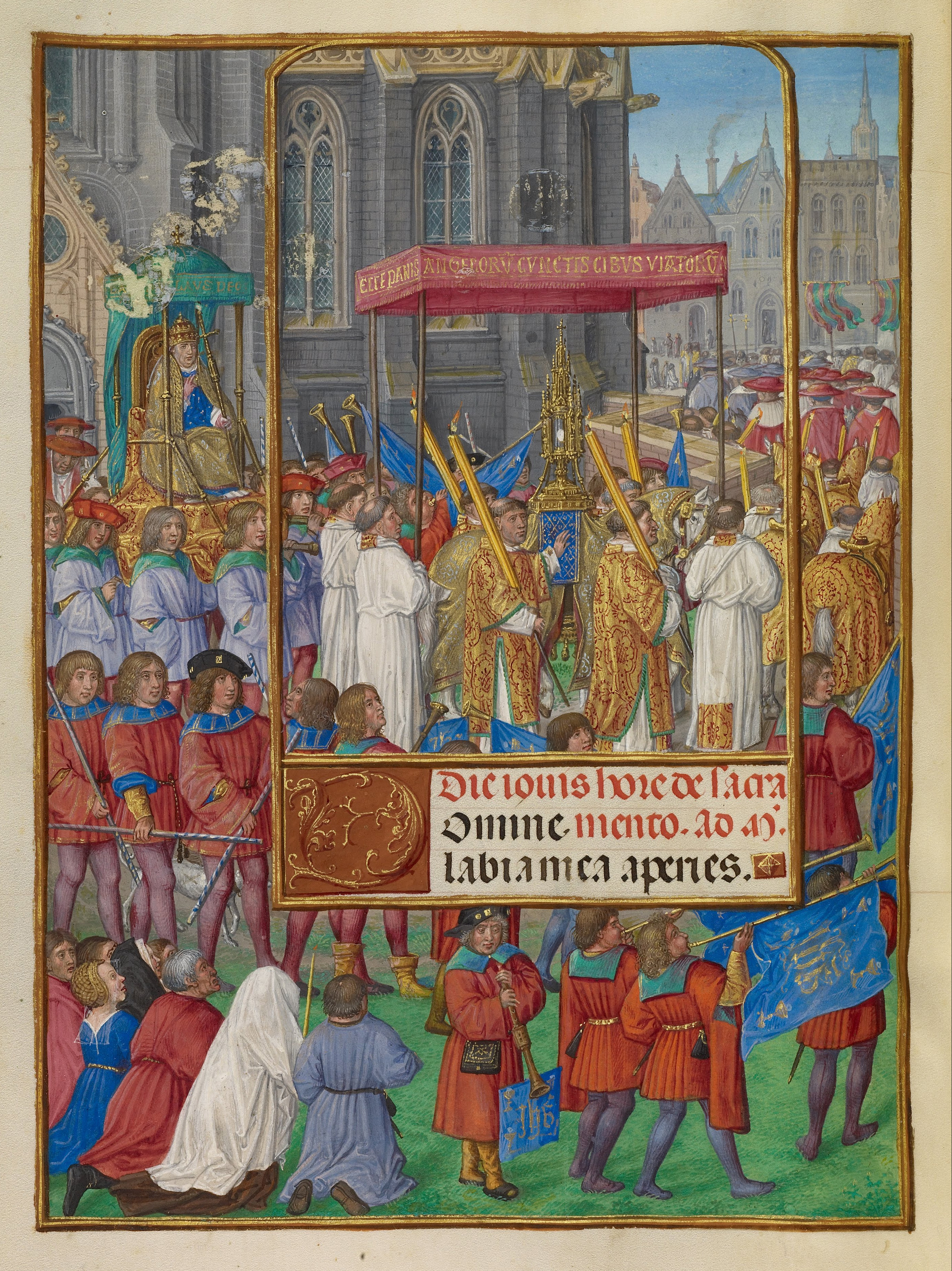
f48v: Gerard Horenbout, Processie voor Corpus Christi

De dubbele miniaturen bij het begin van belangrijke secties, die Horenbout introduceerde in het Getijdenboek van Johanna van Castilië, zien we ook hier terug, maar Horenbout gaat soms nog iets verder. In de miniaturen bij het begin van de ‘woensdaggetijden voor Alle Heiligen’, vormen de miniaturen op verso- en rectozijde zelfs een geheel dat de hemel voorstelt met links (verso) de mannelijke heiligen en rechts (recto) de vrouwelijke heilige. Beide groepen aanbidden het Lam Gods in het centrum, waarvoor we op beide miniaturen slechts een hint zien omdat het centrale gedeelte niet is weergegeven. Ook de miniaturen voor het officie van de doden met enerzijds het sterfbed en anderzijds de requiemmis vertellen een aaneensluitend verhaal.

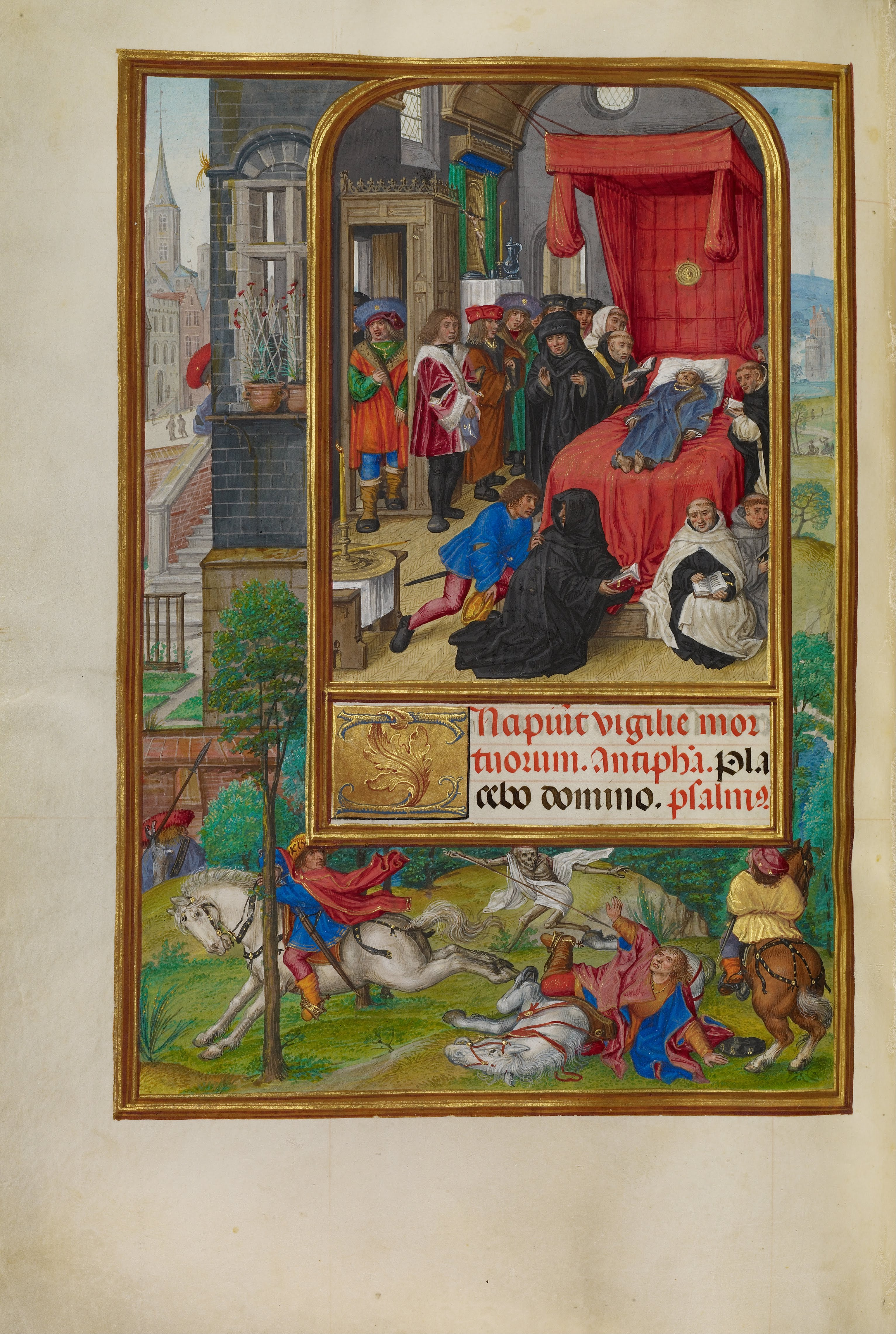
f184v: Gerard Horenbout, Een doodsbed scène
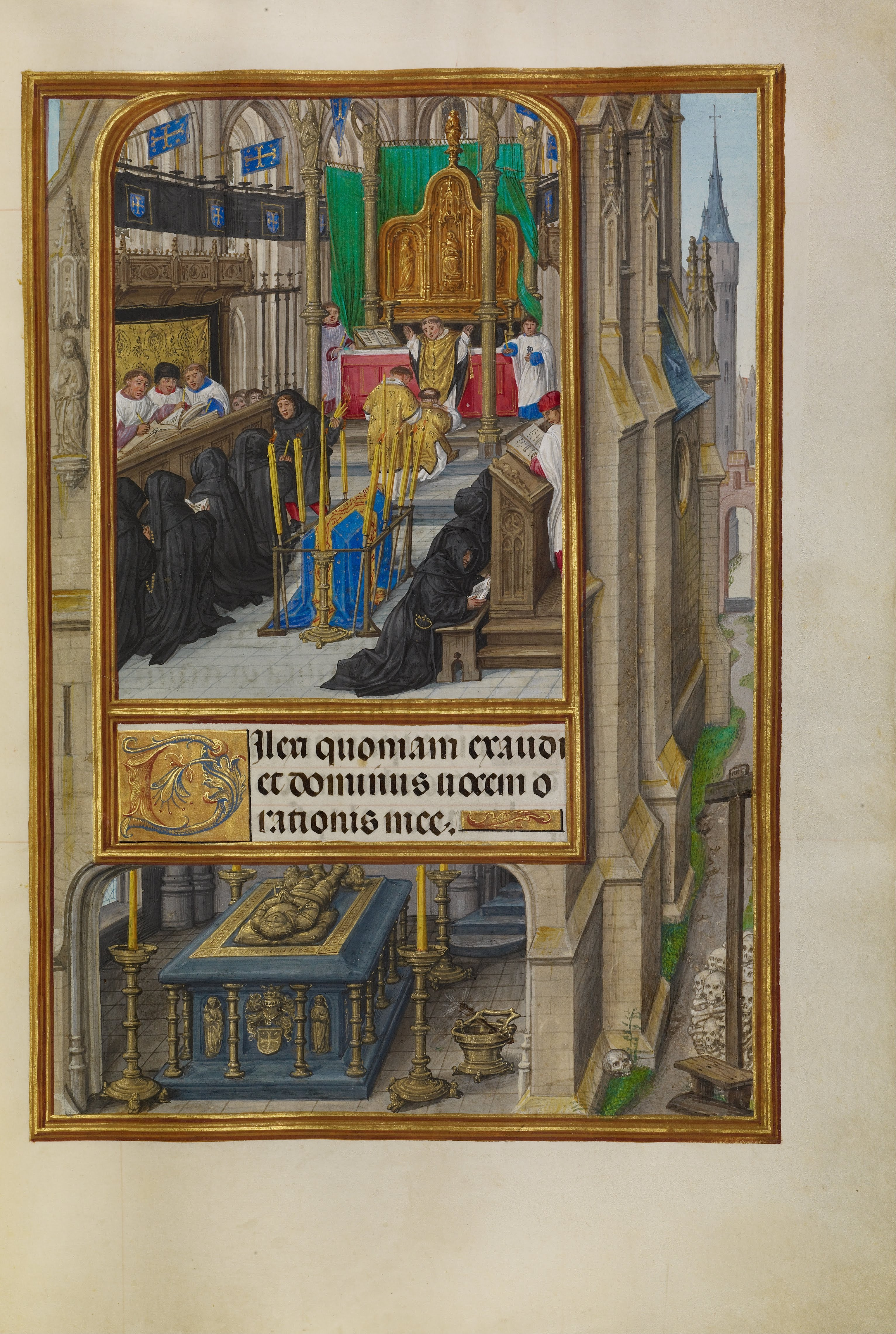
f185r: Gerard Horenbout, Officie van de doden

De Meester van de Bijbel van Lübeck gaat in dezelfde stijl mee, in zijn miniaturen bij de priem van de Mariagetijden plaatste hij de tekst op pilastertjes die de tekst en de lijst van de hoofdminiatuur lijken te ondersteunen. De andere meester die aan de weekgetijden en de Mariagetijden meewerkte, de Meester van de gebedenboeken omstreeks 1500, illustreert eveneens in de marge de verhalen die betrekking hebben op de scène in de hoofdminiatuur.

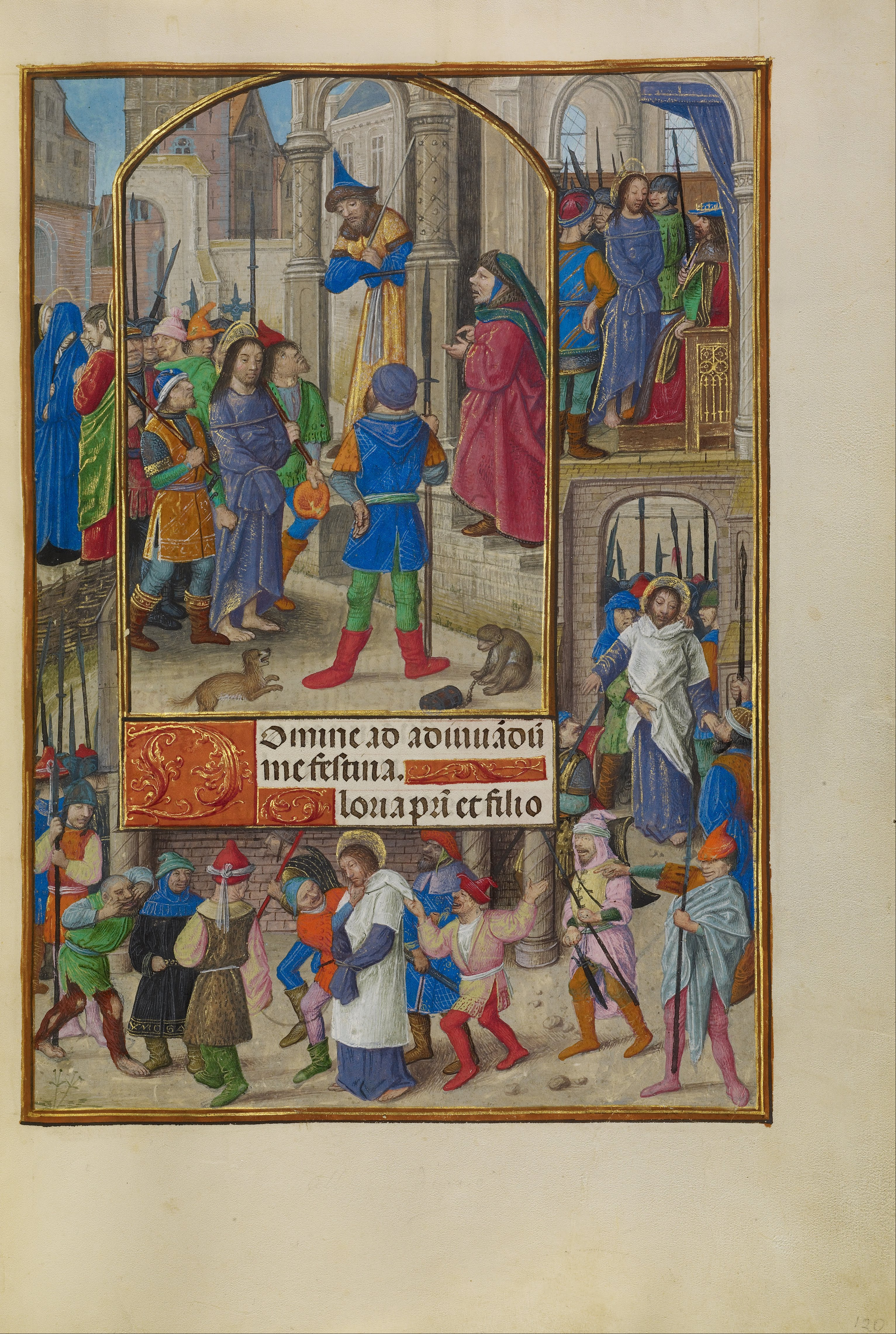
f120r: Meester van het gebedenboek van Dresden, Christus voor Kaifas
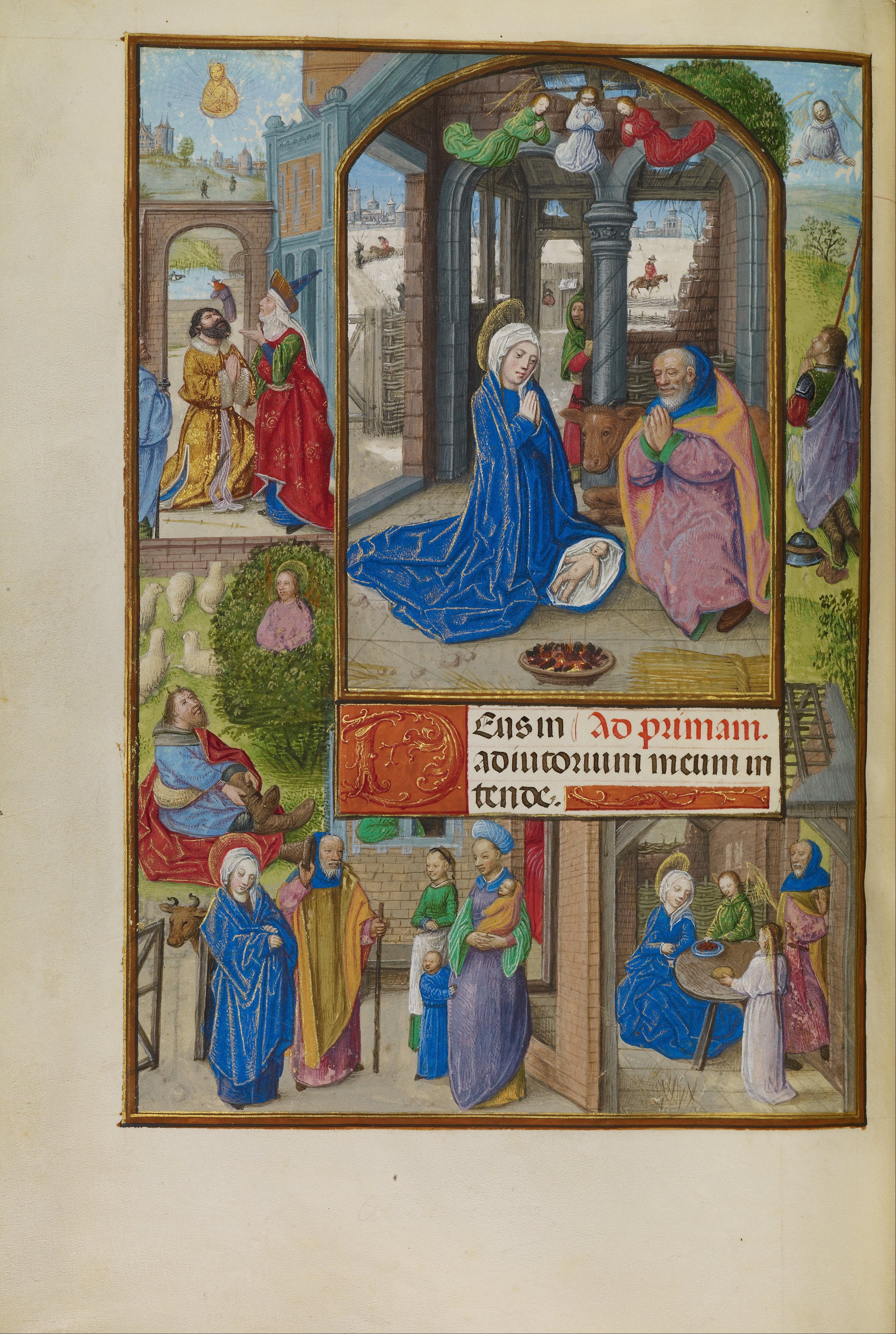
f119v: Meester van het gebedenboek van Dresden, De geboorte van Christus
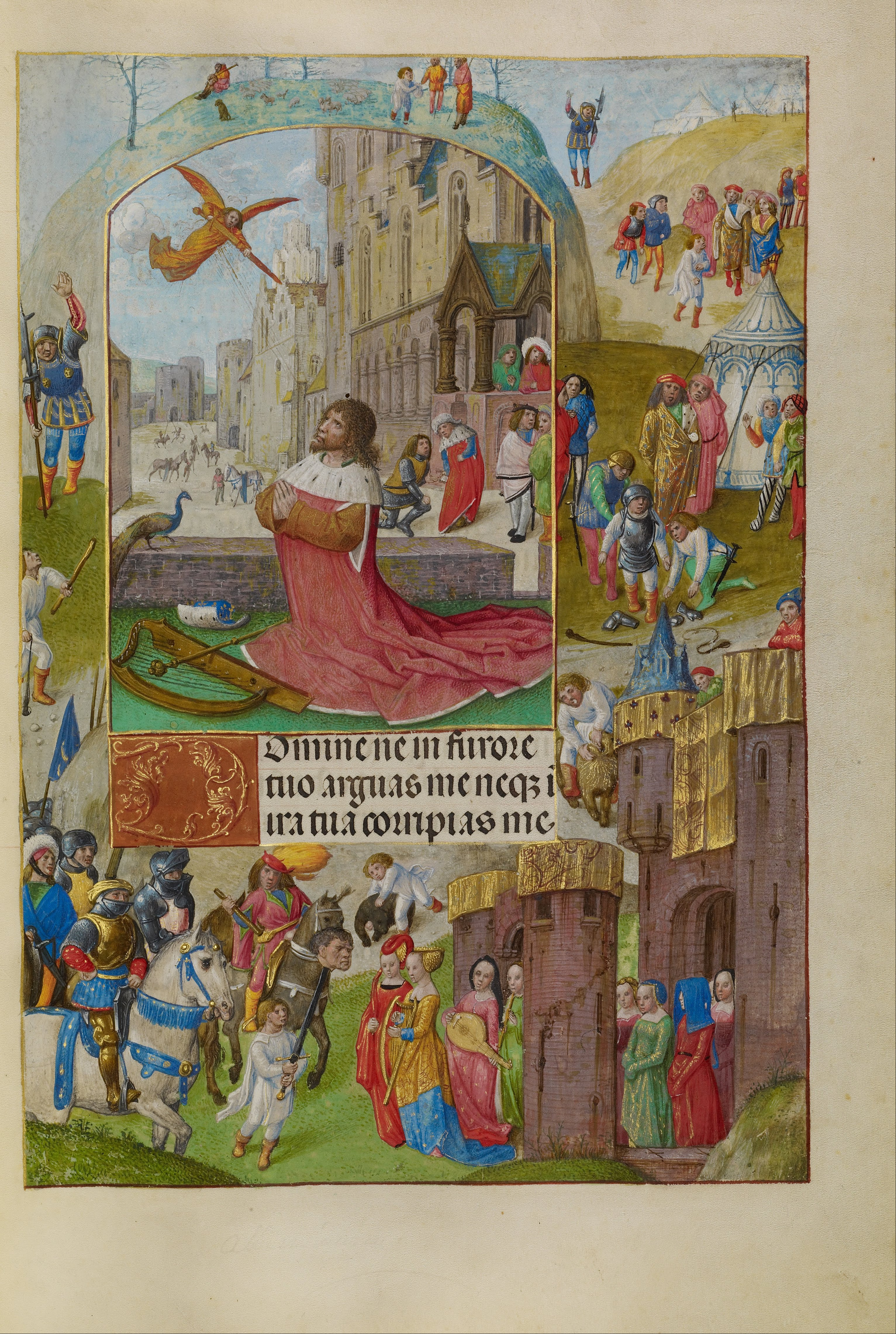
f166r: Meester van de Bijbel van Lübeck, David in gebed
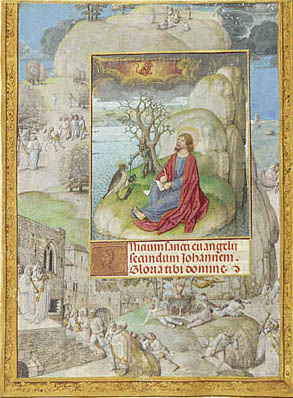
f83v: Meester van de Bijbel van Lübeck, De H. Johannes op Patmos

Alleen de miniaturen afkomstig van het atelier van Alexander Bening, allen gebaseerd op modellen, zijn nog in de oude stijl van een hoofdminiatuur omringd door een versierde marge in Gent-Brugse stijl. Maar de miniaturen van andere handen in de suffragia zijn ook in diezelfde stijl versierd.

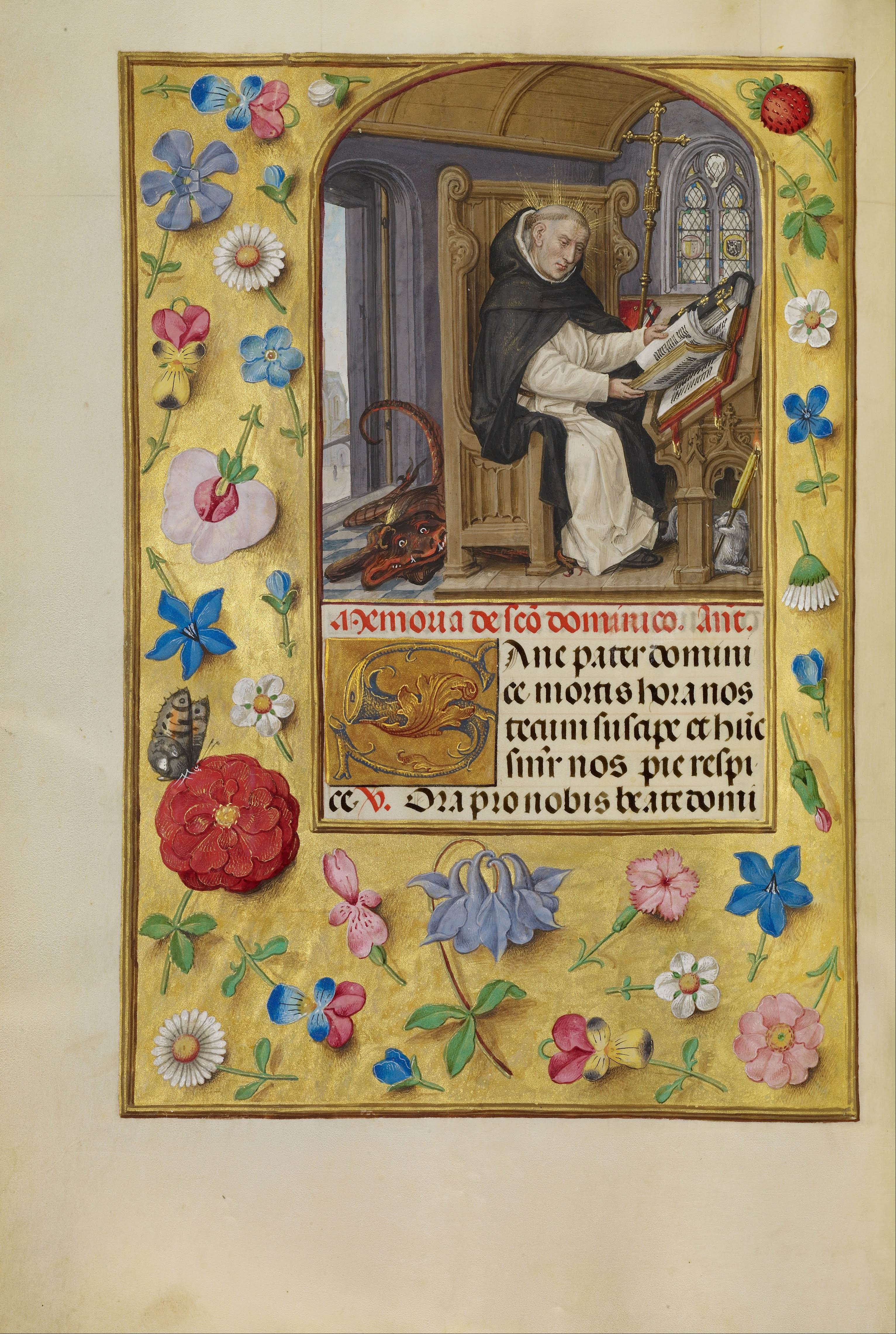
f260v: Gerard Horenbout, De H. Domiicus
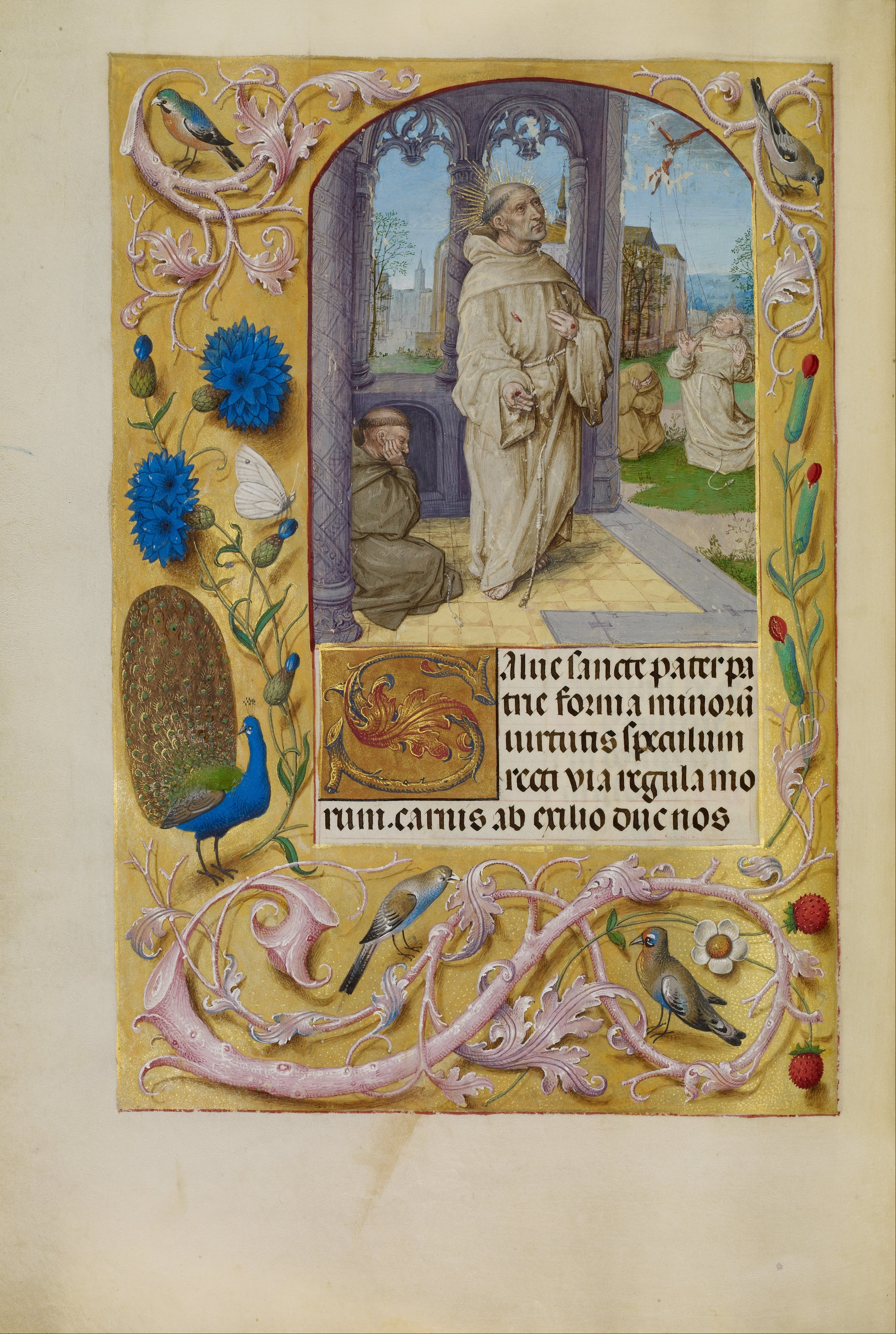
f258v: Meester van de Bijbel van Lübeck, De H. Franciscus ontvangt de stigmata

## Miniaturen
Hierbij een lijst van de miniaturen in het manuscript.
- Kalender

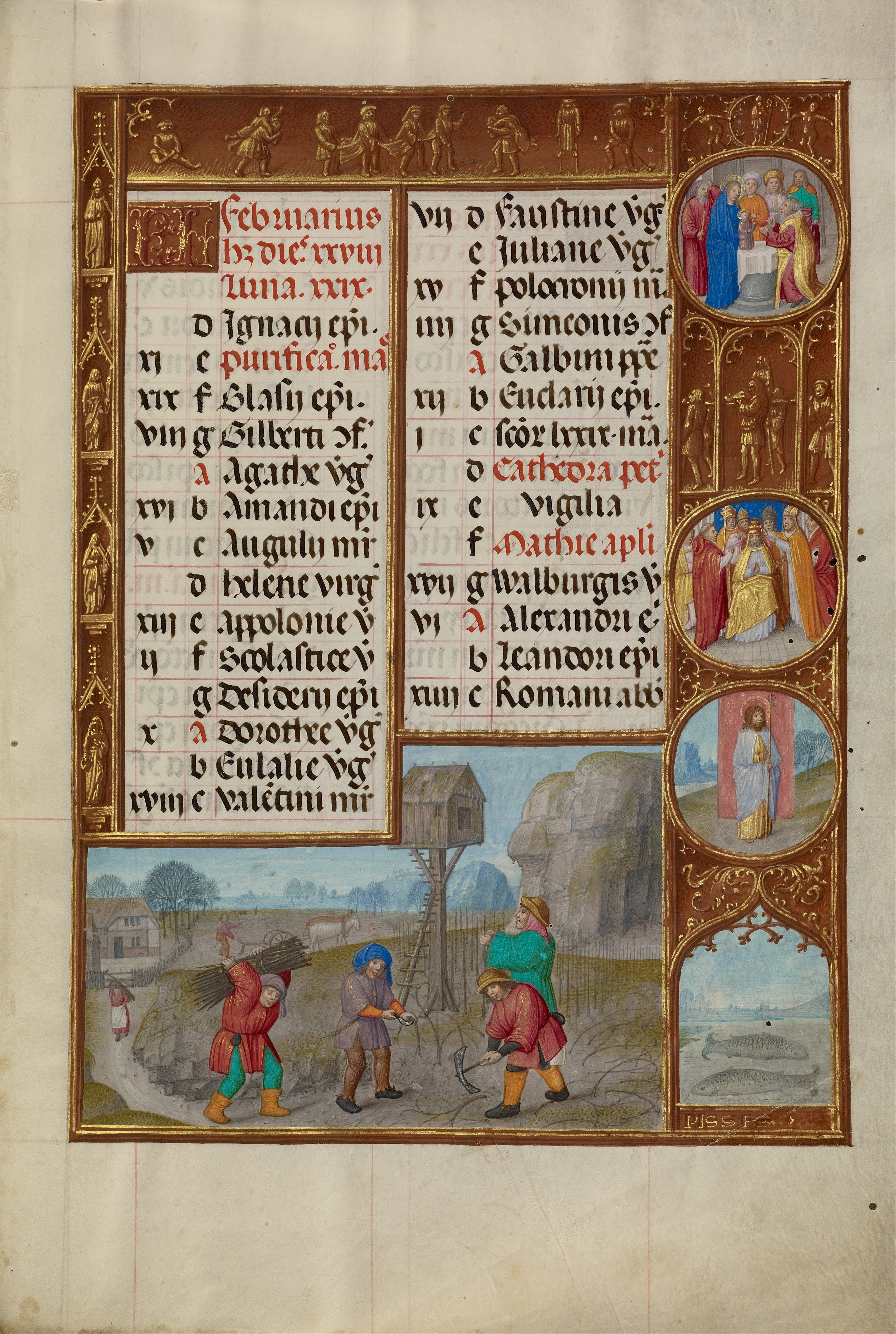
Kalenderbladzijde voor februari

  - f1v-f7r: Atelier van Gerard Horenbout, 12 bas de page miniaturen met de werken van de maand in de kalender
- Gebed tot het heilig gelaat van Christus
  - f8v: Gerard Horenbout, De kruisweg en de H. Veronica met het zweetdoek
  - f9r: Atelier van Alexander Bening, Christus in majesteit
- Weekgetijden
  - Zondagsgetijden en mis van de Drievuldigheid
    - f10v: Gerard Horenbout, De Drievuldigheid
    - f11r: Gerard Horenbout, Abraham en de drie engelen

  - Maandaggetijden van de dood en requiemmis
    - f21v: Gerard Horenbout, Het feest van Dives[7]
    - f22r: Gerard Horenbout, De ziel van Lazarus wordt naar de schoot van Abraham gebracht

  - Dinsdaggetijden en mis van de Heilige Geest
    - f31v: Gerard Horenbout, Pinksteren
    - f32r: Gerard Horenbout, Elia bidt God voor het zenden van hemels vuur

  - Woensdaggetijden en mis van Alle Heiligen
    - f39v: Gerard Horenbout, Martelaren en heiligen (mannelijke) aanbidden het Lam Gods
    - f40r: Gerard Horenbout, Martelaren en heiligen (vrouwelijke) aanbidden het Lam Gods

  - Donderdaggetijden en mis van het Heilig Sacrament
    - f48v: Gerard Horenbout, Processie voor Corpus Christi
    - f49r: Gerard Horenbout, De Israëlieten verzamelen het hemels manna in de woestijn

  - Vrijdaggetijden en mis van het Heilig Kruis
    - f56v: Gerard Horenbout, De kruisiging
    - f57r: Gerard Horenbout, Mozes en de bronzen slang

  - Zaterdaggetijden en mis van de Heilige Maagd
    - f64v: Gerard Horenbout, Getroonde Maagd met Kind
    - f65r: Gerard Horenbout, De boom van Jesse
- Extract uit het evangelie van Johannes
  - f83v: Meester van de Bijbel van Lübeck, De H. Johannes op Patmos
  - f84r: Meester van de Bijbel van Lübeck, Margeversiering met scènes uit het leven van de H. Johannes
- Extract uit het evangelie van Lucas
  - f85v: Atelier van Alexander Bening, Lucas de evangelist
- Extract uit het evangelie van Mattheus
  - f87v: Atelier van Alexander Bening, Mattheus de evangelist
- Extract uit het evangelie van Marcus
  - f89v: Atelier van Alexander Bening, Marcus de evangelist
- Kleine Officie van Onze Lieve Vrouw
  - Metten
    - f92v: Gerard Horenbout, De annunciatie
    - f93r: Gerard Horenbout, Mozes voor het brandende braambos & Gideon en het mirakel van de dauw

  - Lauden
    - f109v: Meester van het gebedenboek van Dresden, De Visitatie
    - f110r: Meester van het gebedenboek van Dresden, Christus voor Annas

  - Priem
    - f119v: Meester van het gebedenboek van Dresden, De geboorte van Christus
    - f120r: Meester van het gebedenboek van Dresden, Christus voor Kaifas

  - Terts
    - f125v: Meester van de gebedenboeken omstreeks 1500, De aanbidding van de herders
    - f126r: Meester van de gebedenboeken omstreeks 1500, Christus voor Pilatus

  - Sext
    - f130v: Gerard Horenbout, De aanbidding van de wijzen
    - f131r: Gerard Horenbout, De geseling van Christus

  - None
    - f135v: Gerard Horenbout, De opdracht in de tempel
    - f136r: Gerard Horenbout, Ecce Homo

  - Vespers
    - f140v: Gerard Horenbout, De moord op de onschuldige kinderen
    - f141r: Gerard Horenbout, Christus met zijn kruis op weg naar Golgotha

  - Completen
    - f148v: Gerard Horenbout, De hemelvaart van Maria
    - f149r: Gerard Horenbout, De kruisiging
- Gebeden tot Maria
- f153v: Meester van de Bijbel van Lübeck, De kroning van Maria
- Boetepsalmen en litanie van alle heiligen
  - f165v: Atelier van Alexander Bening, Het laatste oordeel
  - f166r: Meester van de Bijbel van Lübeck, David in gebed
  - f166v: Onbekend, Saul laat David ontbieden, bas de page
  - f167r: Onbekend, David speelt harp voor Saul, bas de page
  - f167v: Onbekend, David en Goliath, bas de page
  - f168r: Onbekend, Saul beveelt David te doden, bas de page
  - 168v: Onbekend, David met het hoofd van Goliath, bas de page
  - 169r: Onbekend, David en Jonathan, bas de page
  - f169v: Onbekend, David verweert zich, bas de page
  - f170r: Onbekend, De veroordeling van Achimelech, bas de page
  - f170v: Onbekend, David ontzet de stad Keila, bas de page
  - f171r: Onbekend, David betuigt eer aan Saul, bas de page
  - f171v: Onbekend, David met de speer en de beker van Saul, bas de page
  - f172r: Onbekend, De brand van de stad Sikeleg, bas de page
  - f172v: Onbekend, Slag van de Filistijnen tegen Israël, bas de page
- Dodenofficie
  - f184v: Gerard Horenbout, Een doodsbed scène
  - f185r: Gerard Horenbout, Officie van de doden
- Diverse gebeden
  - f223v: Atelier van Alexander Bening, Hiëronymus van Stridon lezend
- Suffragia
  - f239v: Atelier van Alexander Bening, De Maagd en het kind
  - f245v: Atelier van Alexander Bening, De Verrijzenis
  - f247v: Meester van de Bijbel van Lübeck, De ontslaping van de Maagd Maria
  - f248v: Atelier van Alexander Bening, De aartsengel Michael
  - f249v: Atelier van Alexander Bening, Johannes de Doper
  - f250v: Atelier van Alexander Bening, De HH. Petrus en Paulus.
  - f252r: Atelier van Alexander Bening, De H. Andreas
  - f252v: Atelier van Alexander Bening, De H. Jacobus als pelgrim
  - f253v: Atelier van Alexander Bening, De H. Stefanus
  - f254v: Atelier van Alexander Bening, De H. Sebastianus
  - f255v: Atelier van Alexander Bening, De H. Christoffel
  - f256v: Gerard Horenbout, De H. Julianus en zijn moeder.
  - f257v: Gerard Horenbout, Alle heiligen
  - f258v: Meester van de Bijbel van Lübeck, De H. Franciscus ontvangt de stigmata
  - f259v: Gerard Horenbout, De H. Antonius van Padua
  - f260v: Gerard Horenbout, De H. Dominicus
  - f261v: Meester van de Bijbel van Lübeck, De H. Nicolaas redt drie kinderen
  - f262v: Gerard Horenbout, Heilige belijders
  - f263v: Gerard Horenbout, Anna te drieën
  - f264v: Atelier van Alexander Bening, De H. Maria Magdalena
  - f265v: Atelier van Alexander Bening, De H. Catharina van Alexandrië
  - f266v: Atelier van Alexander Bening, De H. Barbara van Nicomedië
  - f267v: Atelier van Alexander Bening, De H. Clara met monstrans
  - f268v: Atelier van Alexander Bening, De H. Elizabeth van Hongarije
  - f269v: Atelier van Alexander Bening, Vrouwelijke heiligen
  - f270v: Atelier van Alexander Bening, Alle heiligen
- De aflaatgebeden van de heilige Gregorius
  - f272v: Meester van de Bijbel van Lübeck, De Gregoriusmis
- Diverse gebeden
  - f276v: Atelier van Alexander Bening, Prediking van Johannes de Doper met Christus en zijn Apostelen.
  - f290v: Atelier van Alexander Bening, Paus Leo X

## Weblinks
- Spinola Hours, bekijk alle miniaturen online.